# Maestras vendedoras de flores
La Communauté des maîtresses bouquetières et marchandes chapelières en fleurs (Comunidad de maestras vendedoras de flores y mercaderes femeninas de guirnaldas florales) fue una organización gremial francesa para vendedoras de flores frescas dentro de la ciudad de París, activa de agosto de 1677 hasta 1791.
Fue formalizado en 1675, cuando Colbert emitió un decreto que obligaba al establecimiento de gremios en París, y recibió su patente formal en agosto de 1677.  
La profesión de vendedora de flores era una ocupación común para las mujeres en París. Tenían el monopolio de la venta de flores para todos los propósitos en la capital. Cada vendedora tenía que pasar al menos cuatro años como aprendiz de otra vendedora de flores antes de poder abrir su propia tienda. Se les prohibió contratar hombres en sus negocios. Un informe indicó que la mayoría de las personas activas en la profesión eran mujeres de bajos ingresos económicos y pocas alcanzaban éxito financiero, simplemente ganando suficiente dinero para mantenerse.
Fue uno de los únicamente tres gremios abiertos a mujeres en el París del siglo XVII, siendo los  otros dos el de las Maestras vendedoras de lencería y el de las Maestras costureras.